# Таварамото
Таварамото (яп. 田原本町, たわらもとちょう, тавара-мото тьо ) — містечко в Японії, у північно-західній частині префектури Нара.